# Mano

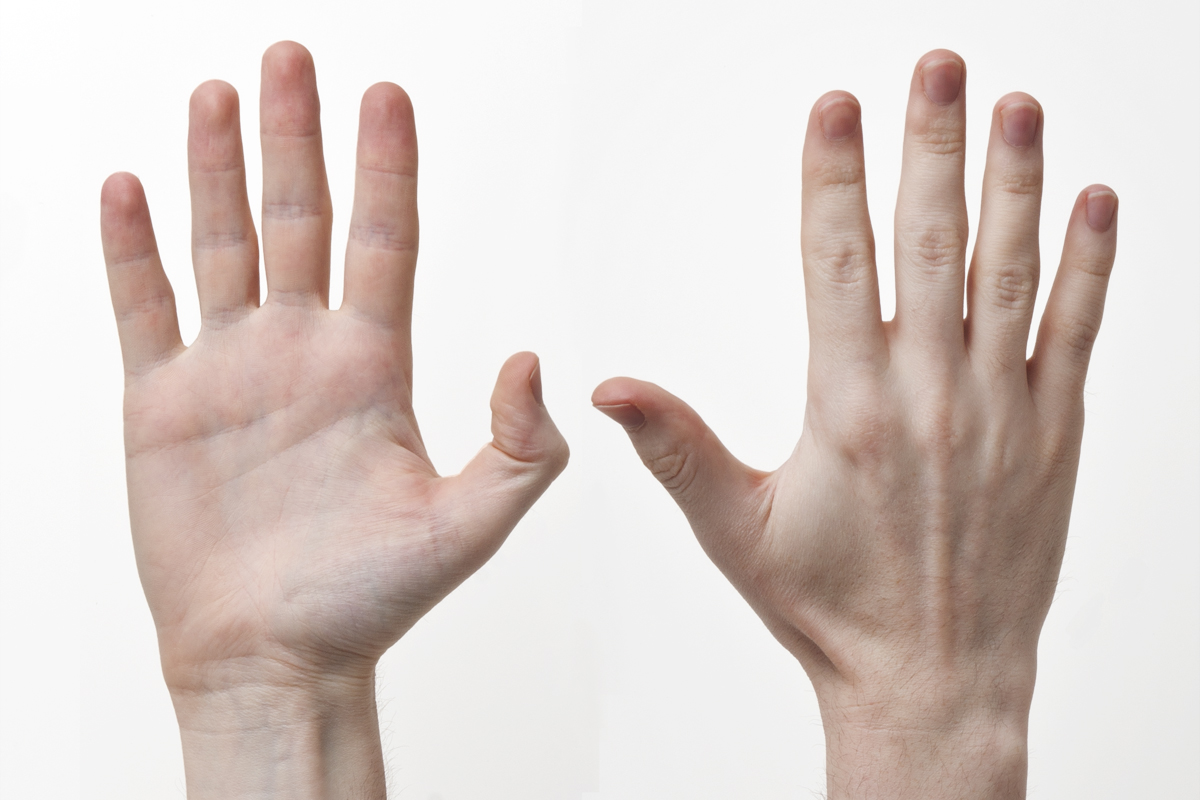
Una mano umana.

Nei primati la mano è l'organo prensile che si trova all'estremità distale dell'arto superiore, collegato a questo tramite il polso. Comprende cinque dita, che costituiscono la parte più predisposta al senso tattile.
La mano è il primo strumento del genere umano, nell'Homo sapiens è anche un mezzo di espressione quando aiuta la parola o la sostituisce tramite la lingua dei segni.

## Descrizione

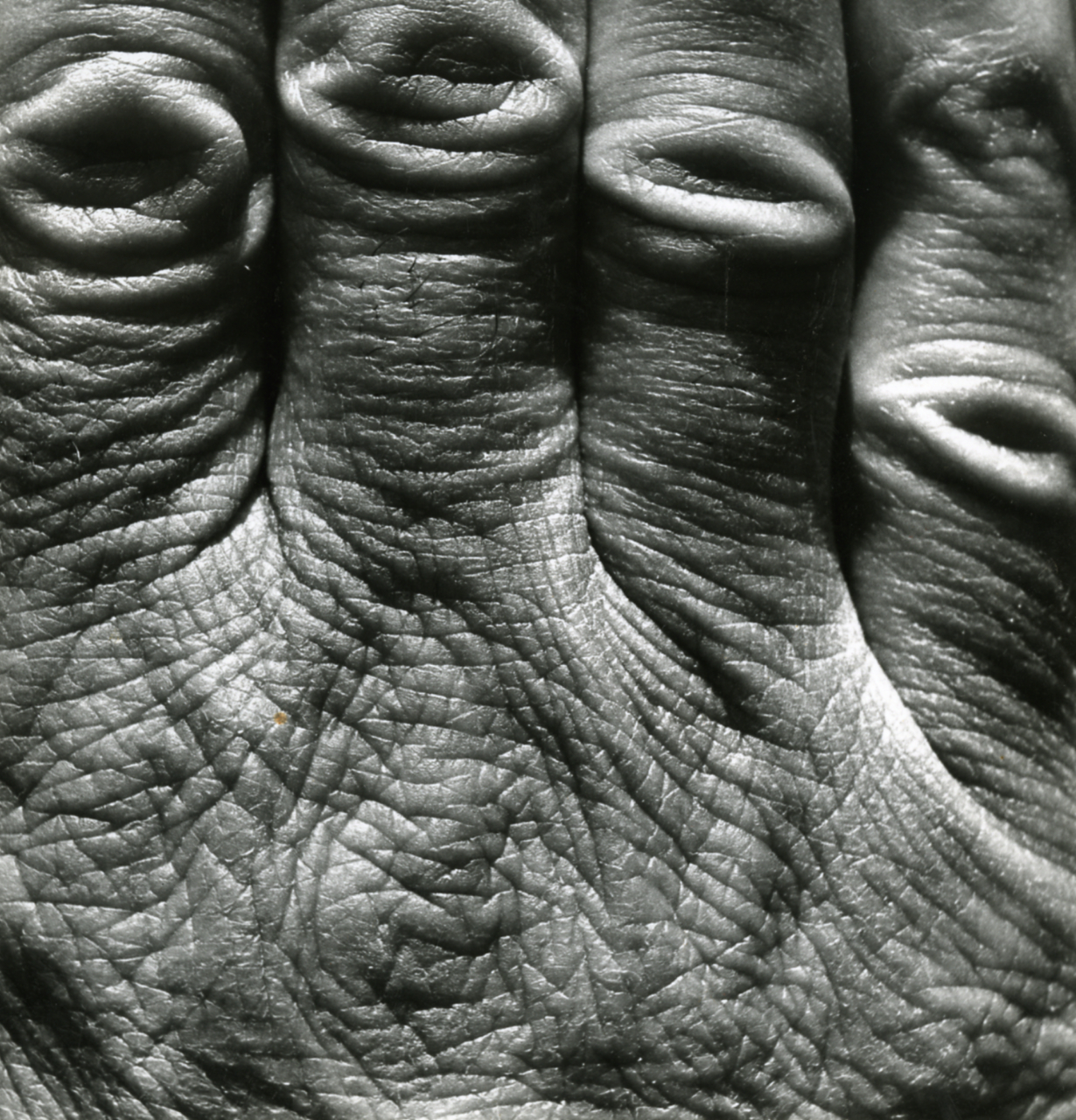
Dorso di una mano adulta, foto di Paolo Monti

La mano è la porzione più distale dell'arto superiore. In essa si distinguono il polso, che media la continuità della mano con l'avambraccio, il metacarpo, che ne costituisce la porzione più ampia, e le dita, la cui flessione e opposizione sul metacarpo conferisce alla mano l'abilità prensile, tipica dei primati, ominidi compresi. La mano comprende cinque dita, comunemente dette:
- pollice, dal latino pollex-pollicis.
- indice, il dito utilizzato durante azioni in cui si indica un oggetto, una persona o una direzione.
- medio, il dito centrale, posto nel mezzo delle altre dita, che in alcune culture se alzato da solo è un segno volgare di offesa.
- anulare, il dito sul quale si porta la fede nuziale.
- mignolo, il dito più piccolo detto in latino digitus minimus.

In ambito scientifico e più prettamente anatomico si preferisce invece numerare le dita, assegnandole così un nome legato alla loro posizione. Si ha così che, in senso latero-mediale, il pollice è considerato primo dito, l'indice secondo dito, il medio terzo dito, l'anulare quarto dito ed il mignolo quinto dito.
Lo sviluppo cerebrale e la locomozione bipede eretta hanno permesso di utilizzare, fin dai primi antenati dell'uomo attuale, come gli australopitecini, le mani come mezzo per costruire ed utilizzare strumenti e fare evolvere all'atto pratico molte delle variegate attività umane, liberandole dal compito locomotorio. Si ritiene che la specie A. garhi possa essere stata la prima ad evolvere strumenti in senso stretto. Le mani e la loro anatomia ed evoluzione permettono di ricostruire il percorso evolutivo che ha poi portato all'acquisizione di progressive abilità pratiche, fino alla capacità della cultura acheuleana. L'elongazione delle dita, che ha riguardato in parallelo anche i panini, è uno degli elementi chiave riguardo a questo aspetto e viene completato dalla presa di precisione tra il pollice e le falangi distali delle dita reso possibile dai pollici opponibili. Nonostante la mano umana abbia uniche caratteristiche anatomiche, tra cui un pollice più lungo e le dita che possono essere controllate individualmente a un livello superiore, la destrezza della mano umana non può essere spiegata esclusivamente da fattori anatomici ma anche da aspetti neurali. Le proporzioni della mano umana sono sufficientemente plesiomorfiche con i progenitori delle scimmie antropomorfe attuali ma scimpanzé e gorilla, in modo indipendente, hanno acquisito metacarpi allungati come parte del loro adattamento alle loro modalità di locomozione; i pollici e le mani allungate si avvicinano maggiormente alle proporzioni della mano di scimmie del Miocene rispetto a quelle dei primati attuali: gli esseri umani non si sono evoluti da scimmie clinograde, ma sono probabilmente passate differentemente all'andatura bipede dalla brachiazione, condivisa con gli antenati di scimpanzé e gorilla, che in modo indipendente acquisirono metacarpi allungati come parte del loro adattamento alle loro modalità di locomozione. Molti elementi di mani primitive hanno caratteristiche presenti molto probabilmente nell'ultimo antenato comune tra esseri umani e scimpanzé (CHLCA) e assenti nella moderna specie sapiens, sono ancora presenti nelle mani di Australopithecus, Paranthropus e Homo floresiensis. Questo suggerisce che i cambiamenti derivati negli esseri umani moderni (e affini, come i Neanderthal) non si sono evoluti fino a 2,5 a 1,5 milioni di anni fa ma dopo la comparsa dei primi strumenti di pietra acheuleani. I pollici di Ardipithecus ramidus, un candidato CHLCA, sono robusti come negli esseri umani, e quindi sono una caratteristica primitiva, mentre le palme di altri primati esistenti superiori sono allungate al punto che alcune delle funzioni originarie del pollice sono andate perse.

## Anatomia umana
La mano, completamente estesa, è detta aperta. La mano aperta permette di distinguere, nella posizione ortostatica, una superficie anteriore detta palmo o palma o superficie palmare della mano, e una superficie posteriore detta dorso della mano. Il palmo della mano si caratterizza per la presenza sul metacarpo di tre linee profonde, incise sulla pelle e presenti dalla nascita, che seguono i margini di due rilievi muscolari detti eminenza tenar, posto alla base del pollice, ed eminenza ipotenar, posto alla base del mignolo. Il dorso della mano invece si caratterizza per la presenza dei rilievi longitudinali, più o meno visibili, dei tendini del muscolo estensore comune delle dita. In particolare, nella porzione laterale del dorso della mano, i muscoli estensori propri del pollice delimitano una fossetta, particolarmente visibile a pollice abdotto ed esteso, che costituisce la tabacchiera anatomica o fossetta radiale.
Il pugno denota invece la mano chiusa, con tutte le dita flesse e il pollice addotto. In questa posizione non è visibile il palmo della mano, mentre sul dorso si rendono evidenti i quattro rilievi delle nocche della mano, corrispondenti ai rilievi delle teste delle ossa metacarpali, nascosti, nella mano aperta, dalle basi delle corrispondenti prime falangi.

## Ossa

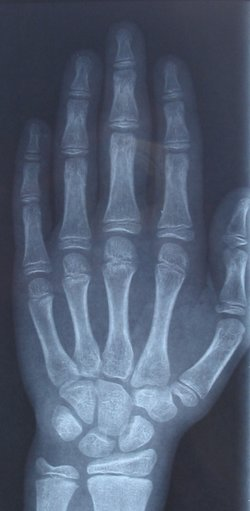
Mano di un ragazzo ai raggi x.

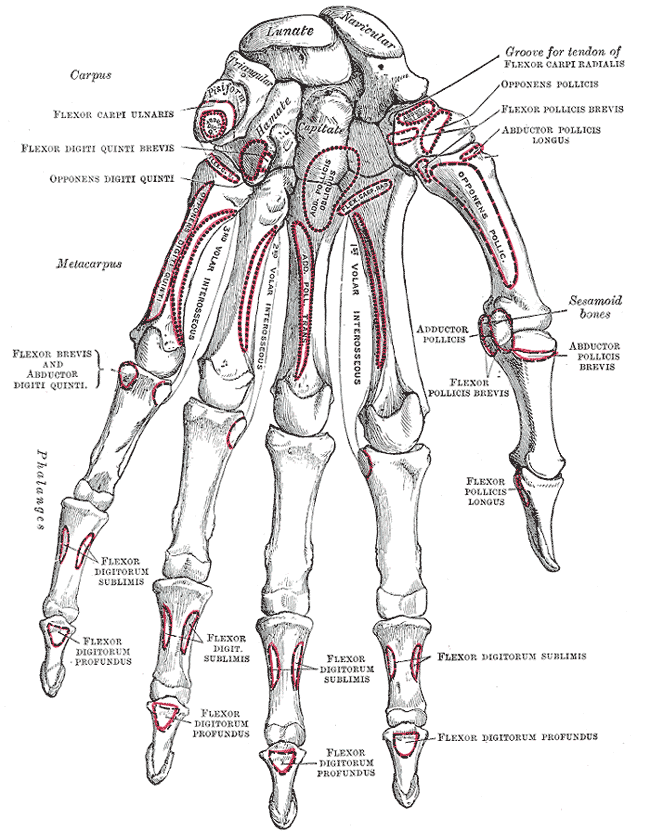
Ossa di una mano e relative inserzioni muscolari.

La mano dell'uomo contiene almeno 27 ossa:
- Il carpo, che compone il polso, comporta 8 ossa disposte in due file, una prossimale ed una distale. La fila prossimale comprende: scafoide, semilunare, piramidale e pisiforme. La fila distale comprende invece: trapezio, trapezoide, capitato e uncinato. Il carpo entra in articolazione diretta con l'epifisi distale del radio, osso dell'avambraccio col quale instaura l'articolazione radio-carpale. L'ulna, altro osso dell'avambraccio, non si articola in modo diretto col carpo ma ne è separato mediante un disco articolare detto legamento triangolare dell'articolazione radio-ulnare distale;
- il metacarpo comprende 5 ossa lunghe, cave, ricche di midollo osseo. Si articolano prossimalmente con il carpo e distalmente con le falangi.
- le falangi, che compongono le dita e comportano 14 ossa. In particolare, ciascun dito risulta formato da tre falangi, distinte in falange prossimale o prima falange, che si articola col corrispondente osso metacarpale, falange media o seconda falange, che si articola con la precedente e falange distale o terza falange o falange ungueale, che porta l'unghia. Fa eccezione il pollice, nel quale sono presenti due sole falangi distinte in una falange prossimale o prima falange del pollice e falange distale o seconda falange o falange ungueale del pollice.

Si possono aggiungere a queste altre quattro ossa sesamoidi presenti nei tendini del muscolo flessore breve del pollice, del muscolo flessore proprio dell'indice e del muscolo flessore proprio del mignolo.

## Destri e mancini
Durante la prima infanzia avviene un processo di specializzazione degli emisferi cerebrali, detto di lateralizzazione, che porta al prevalere di un emisferio sull'altro. Ne consegue che la maggior parte degli esseri umani usa prevalentemente e con maggiore abilità una mano rispetto all'altra, quella controllata dall'emisferio prevalente. Chi usa prevalentemente la mano destra è detto destro o destrorso, mentre chi usa la sinistra è detto mancino o sinistrorso. Secondo uno studio condotto nel 1998, il 7-10% della popolazione adulta mondiale è mancina.
In alcuni casi tuttavia la laterizzazione può non verificarsi, cosicché nessun emisfero prevalga sull'altro. In questi casi non si osserva la prevalenza di una mano sull'altra, e si parla quindi di ambidestri.

## Gestualità

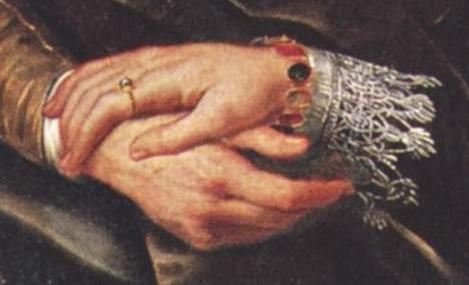
La mano nella mano come gesto di affetto.

La gestualità delle dita e delle mani costituisce un vero linguaggio, soprattutto nella lingua italiana.
Solo alcuni gesti sono universali: generalmente il significato di ogni movimento varia geograficamente.
Le mani possono essere usate anche come simbolo religioso.

## La mano e le scienze

### Scienze umane
Secondo il filosofo Giordano Bruno, anticipando il pensiero successivo di Charles Darwin, – ritenendo l'anima dell'uomo la medesima di quella delle piante e degli altri animali – l'elemento in grado di contraddistinguere l'uomo dagli altri esseri viventi è costituito proprio dalla mano – l'«organo degli organi» –, e dall'utilizzo che se ne fa; Bruno ritiene inoltre che, nel caso dei primati, non sia possibile parlare di "mani", bensì di meri prolungamenti della coda.
Secondo Darwin, la mano è l'organo che distingue l'uomo dagli altri primati, e l'uomo non avrebbe mai raggiunto il suo posto predominante nel mondo senza l'uso delle mani.
A differenza degli altri primati infatti la mano dell'uomo ha acquistato la capacità di opporre il pollice all'indice ed alle altre dita; in tal modo il movimento delle dita è molto più preciso e consente all'uomo di usare utensili molto piccoli e sottili, tenendoli fra il pollice e l'indice (ad esempio aghi per cucire, penne per scrivere etc).
Il filosofo Engels ha dato a questo aspetto una connotazione politica, nel saggio intitolato Del ruolo della mano nella trasformazione dalla scimmia all'uomo: la mano diventa qui sinonimo di lavoro e di dignità. Nelle società post-industriali, il lavoro e la mano sono valorizzati e spesso sovrapposti: "fatto a mano", "cucito a mano" rappresentano attributi positivi, mentre "tenere le mani in tasca" o "stare con le mani in mano" rappresentano attributi negativi.
Le mani denotano anche un'appartenenza ad una classe sociale: le mani curate delle professioni intellettuali contrapposte a quelle "callose" degli operai.
"Sporcarsi le mani" è inoltre sinonimo di compromettersi nel lavoro.

### Misura

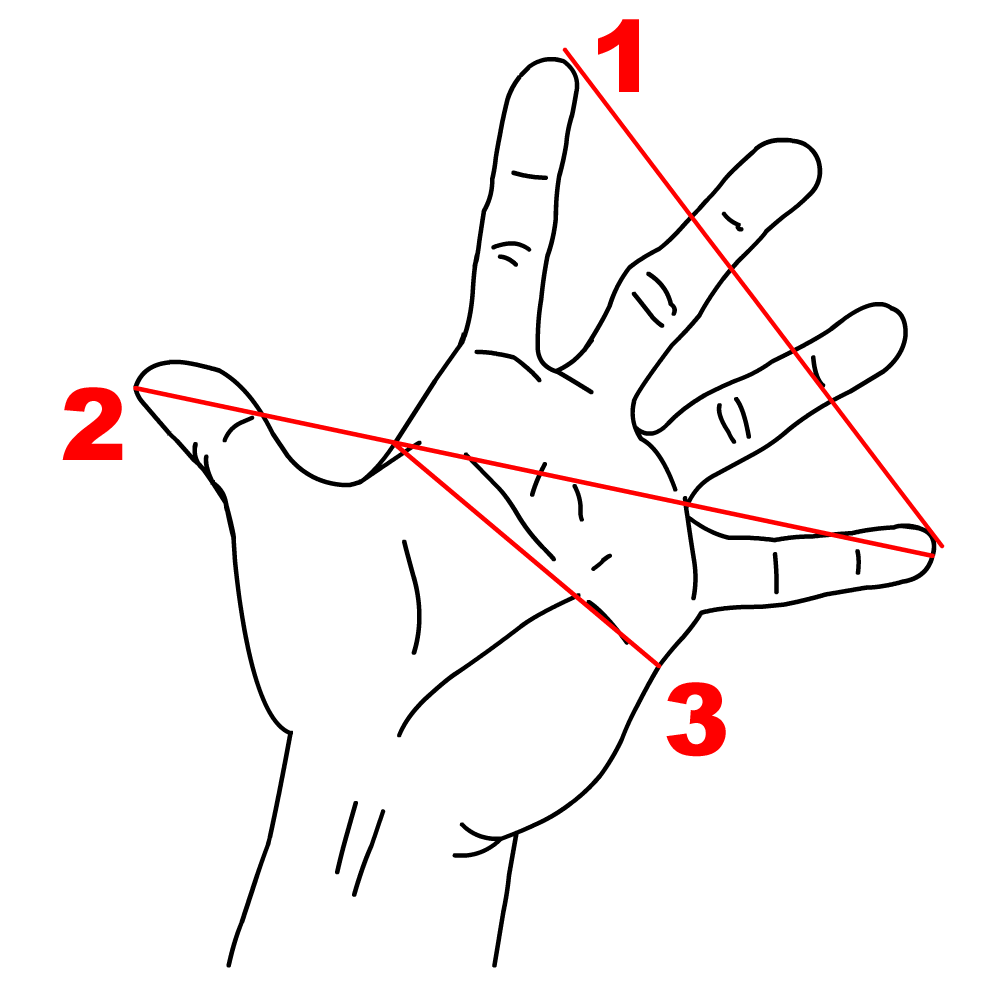
Alcune distanze misurate con la mano

La mano è un frequente strumento di misura. Può misurare una quantità (una "mano" di farina) o una distanza (il pollice o la spanna). La mano serve inoltre a contare, ed il sistema decimale deriva probabilmente dal numero di dita delle due mani.
Un'altra unità di misura definita dalla mano è il "miro", che è determinata dalla distanza tra la punta del pollice e dell'indice a mano aperta in massima estensione (vedi immagine: distanza punti 1-2).

### Scrittura
Alcune scritture geroglifiche come quella egizia, maya o azteca utilizzano spesso la mano per simboleggiare l'azione. L'etimografia della lingua cinese, svolta soprattutto con lo studio dei caratteri su bronzo, mostra come la mano sia spesso parte di ideogrammi, ad esempio per le parole "finestra" o "pennello/pittura".

### Economia
La mano invisibile del mercato è un concetto economico sviluppato dall'economista liberale inglese Adam Smith, secondo cui tutto si svolgerebbe come se una "mano invisibile" mettesse a posto le cose affinché la somma degli interessi particolari risulti in un interesse generale.

## La mano e le religioni, magie e credenze

La mano destra del grande Buddha a Lingshan

### Islam
La mano di Fatima, dal nome della figlia preferita di Maometto, simboleggia nella tradizione dei paesi islamici il posto della donna ed è un talismano costruito per scacciare il male. Nell'islam tradizionalista, non ci devono essere contatti diretti tra le mani di un uomo e di una donna non sposati.

### Cristianesimo
La mano occupa un posto importante anche nel Cristianesimo. Il nuovo Testamento descrive Gesù Cristo risuscitato che prova la sua identità ai suoi discepoli mostrando loro i segni della passione ("guardate le mie mani ed i miei piedi"). Nel rito cattolico l'imposizione delle mani si chiama epiclesi ed è sempre connessa all'invocazione dello Spirito Santo.

#### Gesti e significati della mano nel Vecchio e nel Nuovo Testamento

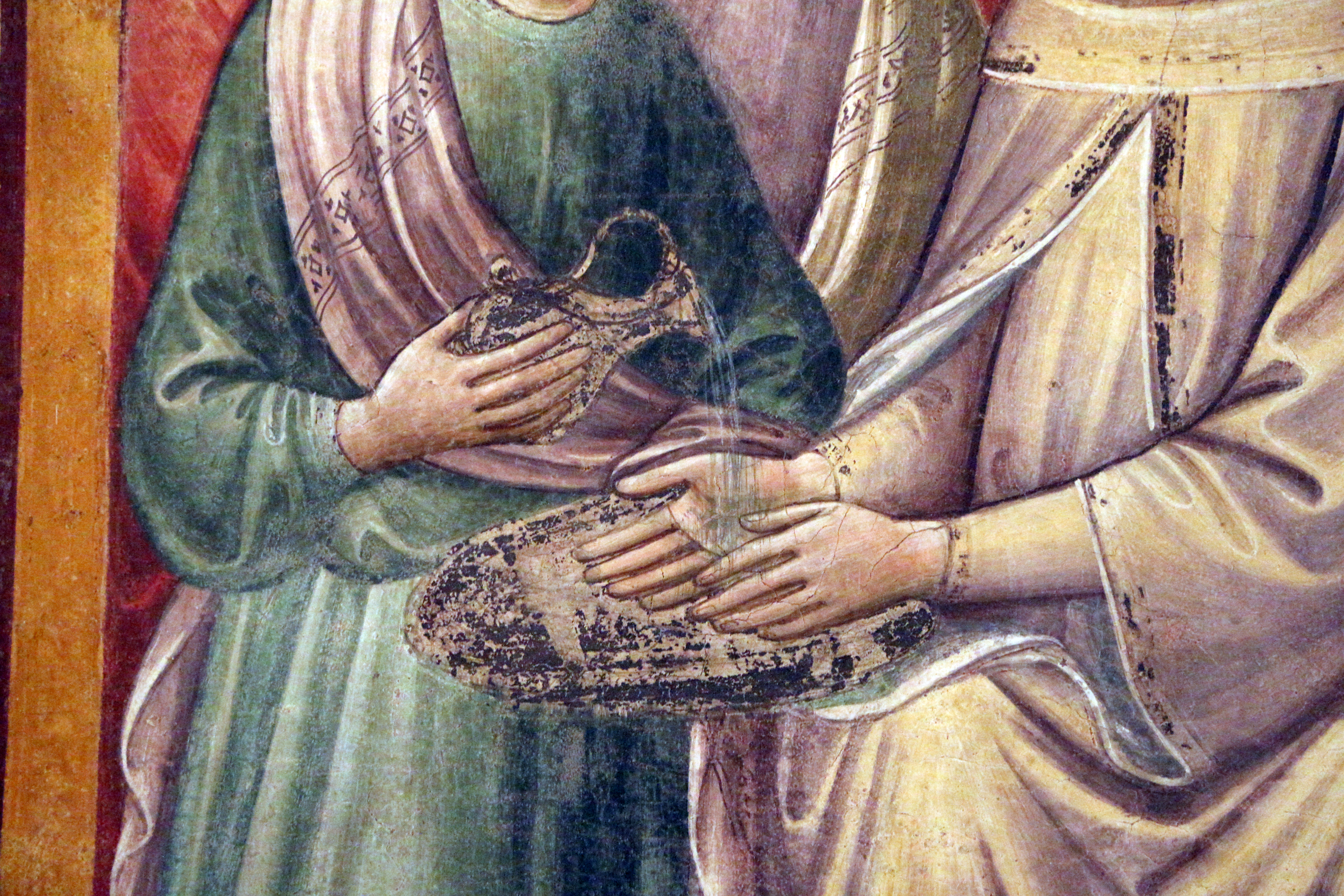
"Lavarsene le mani", come fece Pilato davanti alla condanna di Cristo

La parola greca per indicare la mano è cheìr e nella Bibbia assume diversi significati secondo il gesto a cui è collegata.
La mano di Dio indica la suprema maestà e la somma potenza. Ha creato cielo e terra e con entrambe le mani ne regge il corso. Quando invece si dice che Gesù e i discepoli sono stati dati nelle mani degli uomini significa che sono caduti in loro potere e arbitrio. Ma Gesù stende la sua mano anche per guarire, mentre il lavarsi le mani significa sia adempiere alle prescrizioni della purificazione, oltre che il voler manifestare l'innocenza e la coscienza pura.
La mano destra (dexià cheìr) invece indica soprattutto l'influsso e la forza di una persona, mentre il sedere alla destra (en dexia) vuol dire partecipare alla stessa potenza e dignità. L'angelo presso la tomba del Salvatore siede alla destra e così gli eletti nel giudizio finale. Gesù siede alla destra di Dio non nel senso di esercizio mondano del potere, ma di esercizio sovrano di colui che ha sacrificato la sua vita e per questo è stato posto al di sopra di tutti gli angeli. Santo Stefano lo vede in piedi alla destra di Dio, ad indicare la sua funzione di testimone a discarico davanti a Dio. Il testimone sta in piedi mentre il giudice rimane seduto.
L’imposizione delle mani (epitìthemi tas cheìras) infine ci riconduce al mondo greco ellenistico: Zeus, Asclepio e altre divinità o uomini saggi taumaturgi operavano guarigioni mediante l'imposizione delle mani. Nel Vecchio Testamento questo gesto fatto sulla vittima sacrificale era una trasmissione reale dei peccati sul capro espiatorio.
Ma il significato che conosciamo meglio è quello della benedizione, la trasmissione della dignità e della sapienza. Nel caso di Gesù l'imposizione delle mani simboleggia la grazia della partecipazione al regno di Dio concessa ai piccoli, a coloro che hanno un atteggiamento filiale di fronte a Dio.
Anche l’ordinazione, cioè il conferimento di un ufficio da parte di persone qualificate, avviene tramite l'imposizione delle mani.

### Chiromanzia
Nella chiromanzia, il chiromante studia le linee della mano e sostiene di dedurne il futuro del soggetto. In questa disciplina la mano è considerata composta di linee e monti. La chiromanzia è una disciplina molto antica, cui si sono interessati Aristotele, Ippocrate e Giulio Cesare, nonostante non poggi su alcun fondamento scientifico.

## Simboli
Veicolo universale di comunicazione, la mano dell'uomo è spesso usata come simbolo.

### Arte
- La prima forma di pittura umana conosciuta dall'uomo, circa 40.000 anni fa, consta di impronte positive o negative della mano. Pur ignorando ovviamente lo scopo ed il significato di queste impronte, si suppone che possa essere molteplice: alcune mani mancano di dita, forse in seguito a mutilazioni rituali (grotte di Maltravieso, di Gargas, di Tibiran). Queste mutilazioni sembrano riguardare soprattutto gli uomini.
- La mano è al centro delle danze indiane tradizionali.
- Le proporzioni tra le ossa dell'indice mostrano la sezione aurea e servirono probabilmente di riferimento alle costruzioni delle piramidi d'Egitto, del Partenone e delle cattedrali. Va detto che tali proporzioni sono molto frequenti in natura.

### Potere
- In numerose culture, i sovrani hanno dei bastoni di comando che rappresentano delle mani.
- Nell'araldica, la mano chiusa significa il segreto e la mano aperta la fiducia.

## Giustizia
Diverse popolazioni antiche, tra le quali era diffuso il principio di diritto della legge del taglione, praticavano l'amputazione della mano come pena da infliggere a coloro che si erano macchiati di reati particolarmente gravi.
Tracce di questa pratica si possono ritrovare nelle legislazioni di quasi ogni civiltà del mondo antico, dal codice di Hammurabi al diritto romano antico, così come nei loro testi sacri, dalla Bibbia ebraica alla Bibbia cristiana e al Corano.
Esemplificativo è il brano della Bibbia:

## Espressioni che usano la parola "mano"
- A mani basse: ottenere qualcosa senza faticare particolarmente (usato per lo più in gergo sportivo e competitivo).
- Avere le mani in pasta: partecipare finanziariamente o più generalmente avere degli interessi personali.
- Avere le mani bucate: spendere molto, scialacquare denaro.
- Stare con le mani in mano: non lavorare, non fare nulla.
- Passare la mano: lasciare il proprio posto.
- Lavarsene le mani: non interessarsi ad un problema. Si riferisce all'attribuzione biblica di questa espressione a Ponzio Pilato.
- Dare una mano: offrire aiuto.
- Venire alle mani: passare dall'alterco alla rissa.
- Ci metterei la mano sul fuoco: essere sicuri di qualcosa. Deriva dal gesto di Muzio Scevola, cittadino dell'antica Roma.
- Essere colti con le mani nella marmellata: essere colti sul fatto.
- Essere colti con le mani nel sacco: essere colti sul fatto
- Mani in alto!: intimazione alla resa.
- Essere alla mano: essere disponibili con semplicità.

## Patologie

### Deformità
- Dito a martello
- Deformità a collo di cigno
- Fibromatosi palmare
- Deformità ad asola
- Clinodattilia

### Altre
- Malattia di Dupuytren
- Ectrodattilia
- Polidattilia
- Fenomeno di Raynaud

## Nella robotica
Nel febbraio 2025 è stata presentata in Giappone la prima mano robotica bioibrida composta da tessuti umani coltivati  in vitro e arrotolati per formare dei tendini. Le dita multiarticolate di questa mano lunga 18 cm possono essere mosse individualmente e risultano notevolmente più evolute delle altre protesi artificiali bioibride in circolazione che arrivavano solamente fino a un centimetro di lunghezza e non erano in grado di eseguire movimenti complessi, come afferrare un oggetto per le sue estremità.
Nel 2025 i ricercatori della Johns Hopkins University hanno realizzato una mano robotica che imita la natura ibrida di quelle umane, fatte di ossa, articolazioni morbide e tessuti che lavorano insieme. Il nuovo approccio ha consentito alla mano di afferrare oggetti diversi senza danneggiarli, regolando opportunamente la presa. Le dita sono realizzate con polimeri simili alla gomma, mentre le loro articolazioni morbide sono riempite d'aria: la presa delle dita è controllata da tre strati di sensori tattili posti su quest'ultime e dai sensori dell'avambraccio.